# 锢囚锋

锢囚锋

锢囚锋符号

是鋒的一種，一般形成于低压系统附近，是由于冷锋追上暖锋，或者两条冷锋迎面相遇而成（也有同一条冷锋的两段迎面相遇而形成的）。囚錮鋒的形成經常發生在溫帶氣旋的成熟階段，通常出現在中高緯度地區。

## 分類
锢囚锋又可以分为三种情况：

### 冷式锢囚锋
冷锋后的冷气团比暖锋前的冷气团更冷，其间的锢囚锋称为冷式锢囚锋。冷式锢囚锋是由于一个更冷的气团追上暖锋，楔入暖锋底部而形成。

### 暖式锢囚锋
暖锋前的冷气团比冷锋后的冷气团更冷，其间的锢囚锋称为暖式锢囚锋。暖式锢囚锋是由于冷锋追上更冷的气团，冷锋被迫抬升所造成的。

### 中性囚錮锋
如果囚錮锋前后的冷气团无太大的差异，則称之为中性囚錮锋。在剖面图上，原来两个锋面之间的交接点称为囚錮点。